# Dragonfire (videojuego)
Dragonfire o también Dragon Treasure (vendido con este título de manera ilegal por la compañía canadiense Zellers) es un videojuego escrito por Bob Smith y publicado por Imagic en 1982. El protagonista es un príncipe dispuesto a recuperar los tesoros del castillo de su padre invadido por un dragón mientras evita sus bolas de fuego. Fue originalmente publicado para la Atari 2600 y después para Intellivision, Commodore VIC-20, Commodore 64, Apple II, ZX Spectrum, ColecoVision y TRS-80 Color Computer.
El código fuente del juego fue publicado bajo dominio público por el desarrollador del mismo el 24 de mayo de 2003.

## Jugabilidad
Cada nivel de Dragonfire consta de dos etapas.
La primera es una vista de lado  del jugador intentando cruzar un puente levadizo para llegar al castillo. Para atravesar el puente, debe esquivar unas bolas de fuego arrojadas por las crías del invasor, ya sea agachándose o saltando sobre ellas, es posible incluso saltar estando agachado, lo cual puede ser útil en caso de que el fuego venga de ambos lados. El jugador puede refugiarse en la parte derecha de la pantalla en caso de encontrarse con una combinación de bolas de fuego imposible de esquivar. Mientras más tiempo gaste en el puente, más frecuente se volverán las bolas de fuego.
Al entrar al castillo empieza la segunda etapa, en la que el jugador tiene que mover al personaje en una habitación recogiendo los tesoros y esquivando más bolas de fuego por el dragón invasor ubicado en el fondo de la pantalla. El príncipe empieza escondido en una puerta ubicada en la parte inferior derecha de la pantalla, para salir, el jugador debe moverse hacia la izquierda. En caso de necesitarlo, puede volver al escondite las veces que quiera. Cada pieza del tesoro en la habitación tiene que ser recogida para que aparezca una puerta, la cual llevará al jugador al siguiente nivel. En las versiones de Atari 2600, Commodore VIC-20, Intellivision y ZX Spectrum el dragón se encuentra moviéndose horizontalmente mientras arroja el fuego de manera vertical; en las demás versiones el dragón se encuentra en un punto fijo arrojando el fuego tanto de manera vertical como diagonal.
Ser tocado por una sola bola de fuego en cualquiera de las dos etapas será suficiente para perder alguna de las siete vidas.
La jugabilidad en todos los niveles es igual, con la diferencia de que tanto el jugador como el dragón y sus bolas de fuego van aumentando de velocidad. En las versiones de Apple II, ColecoVision, Commodore 64, Intellivision y TRS-80 Color Computer se agregaron más obstáculos, los cuales se aparecen a medida que el jugador avanza de nivel: una parte del puente abriéndose y cerrándose (ausente en la versión de Intellivision), un trol armado con una espada (ausente en las versiones de Intellivision y TRS-80 Color Computer) y un arquero lanzando flechas desde la torre del castillo (reemplazado por una catapulta en la versión de TRS-80 CoCo; ausente en la versión de Intellivision).

## Recepción
Electronic Games en 1983 describió Dragonfire como "especialmente útil como una introducción a los juegos de fantasía para los jugadores más jóvenes, sin dejar de tener la suficiente emoción para complacer al resto".